# Kistenmacher
Kistenmacher ist ein deutscher Familienname.

## Herkunft und Bedeutung
Kistenmacher ist ein Berufsname und bezieht sich auf einen Kistenmacher bzw. Schreiner.

## Varianten
- Kistemaker (niederländisch), Kistner, Küstenmacher

## Namensträger
- Arthur Kistenmacher (1882–1965), deutscher Opernsänger und Schauspieler
- Bernd Kistenmacher (* 1960), deutscher Elektronik-Musiker
- Enrique Kistenmacher (1923–1990), argentinischer Leichtathlet
- Gustav Ernst Kistenmacher (1895–1986), deutscher Architekt
- Olaf Kistenmacher (* 1970), deutscher Historiker und Journalist